# Remissinstans
En remissinstans är en organisation eller myndighet som bjuds in att svara på en remiss, till exempel beträffande nya lagförslag. Med sina specialkunskaper förväntas remissinstanserna kunna ge lagstiftaren ökad kunskap om ett lagförslags nytta och konsekvenser.

## Remissinstanser i Sverige
Remissinstanser väljs ut för varje remiss, men innefattar normalt myndigheter och etablerade organisationer som berörs av eller har specialkunskap om det som remissen handlar om. Remisser ställs ut både för ärenden där regeringen fungerar som förvaltningsmyndighet och ärenden där regeringen fungerar som ett politiskt organ och exempelvis beslutar om propositioner och förordningar.
Förfarandet lutar sig på 7 kapitlet, andra paragrafen, i regeringsformen:
| ” | Vid beredningen av regeringsärenden skall behövliga upplysningar och yttranden inhämtas från berörda myndigheter. I den omfattning som behövs skall tillfälle lämnas sammanslutningar och enskilda att yttra sig. | „ |

Det står också var och en fritt att svara på en remiss, och komma in med synpunkter, men räknas då inte som remissinstans.
Offentliga myndigheter är regelmässigt remissinstanser. Därutöver kan andra organisationer också anlitas. Några exempel på organisationer som har varit remissinstanser till riksdag och regering i Sverige:[källa behövs]
- Naturskyddsföreningen (SNF)
- Sveriges Motorcyklister (SMC)
- Flyktinggruppernas och asylkommittéernas riksråd (FARR)
- Friskolornas riksförbund
- Riksorganisationen för kvinnojourer i Sverige (ROKS)
- Veterinärer i Sverige
- P2 – Svenskt Vrakskydd
- Sveriges Annonsörer
- Motormännens riksförbund
- Företagarna
- Svenska Djurskyddsföreningen
- Svenskar i Världen (SVIV)
- Svenska Turistföreningen
- Företagarförbundet Fria Företagare